# The Marine 2
Série
The Marine
(2006) The Marine 3: Homefront
(2013)
Pour plus de détails, voir Fiche technique et Distribution.
The Marine 2 ou Le fusilier marin 2 au Québec est un film américain réalisé par Roel Reiné, sorti directement en vidéo en 2009. Ce film est la suite du film The Marine.

## Synopsis
Joe Linwood, un marine, et sa femme Robin, organisatrice de soirées mondaines, partent sur une île paradisiaque à l'occasion de l'inauguration d'un centre de vacances par un riche industriel. Ce séjour aux allures de lune de miel tourne vite au cauchemar lorsque Robin, l'un de ses clients milliardaires et d'autres invités, sont pris en otage par un groupe de rebelles. Devant l'inactivité des forces armées locales, Joe devra faire preuve de courage et de ruse afin de déjouer les plans des terroristes et de sauver la femme qu'il aime …
L'histoire est alléguée basée sur des faits réels.

## Fiche technique
- Titre : The Marine 2
- Titre québécois : Le fusilier marin 2
- Réalisation : Roel Reiné
- Date de sortie DVD :  États-Unis : 29 décembre 2009

## Distribution
Légende : Version Française = VF[réf. nécessaire] et Version Québécoise = VQ
- Ted DiBiase Jr (VF : Guillaume Orsat ; VQ : Louis-Philippe Dandenault) : Joe Linwood
- Temuera Morrison (VQ : Stéphane Rivard) : Damo
- Lara Cox (VQ : Viviane Pacal) : Robin Linwood
- Robert Coleby (VQ : Marc Bellier) : Darren Conner
- Michael Rooker (VQ : Jean-Luc Montminy) : Church
- Kelly B. Jones (VQ : Marika Lhoumeau) : Cynthia
- Sahajak Boonthanakit (VF : Xavier Fagnon ; VQ : François L'Écuyer) : Maki Shoal
- Dom Hetrakul : Calob
- Marina Ponomareva : Lexi